# 擬虹彩長頜魚
擬虹彩長頜魚（学名：Mormyrus iriodes），為輻鰭魚綱骨舌魚目象鼻魚科的其中一種，被IUCN列為次級保育類動物，分布於非洲剛果河下游流域，體長可達27公分。